# فدراسیون اسکیت‌بردینگ ارمنستان
فدراسیون اسکیت‌بردینگ جمهوری ارمنستان (ارمنی: Սքեյթբորդինգի Հայաստանի ֆեդերացիա) که با نام فدراسیون 	اسکیت‌بردینگ ارمنستان نیز شناخته می‌شود، نهاد تنظیم‌کننده ورزش اسکیت‌بردینگ در ارمنستان می‌باشد که توسط کمیته المپیک ارمنستان اداره می‌شود و مقر آن در شهر ایروان واقع شده است.

## تاریخچه
این فدراسیون در سال ۲۰۱۶ میلادی تأسیس شد و ریاست فعلی آن را امیل سارداریان برعهده دارد. این فدراسیون عضو کامل فدراسیون جهانی اسکیت‌بردینگ می‌باشد.
اسکی‌بردبازان ارمنستانی در مسابقات قهرمانی در سطوح مختلف اروپایی و بین‌المللی از جمله در مسابقات قهرمانی جهانی و بازی‌های المپیک تابستانی شرکت می‌کنند.

## توسعه
در ۲۲ سپتامبر ۲۰۲۱، مقامات شهرداری ایروان افتتاح یک اسکیت پارک جدید را اعلام کردند. ساخت اسکیت پارک هشت سال به طول انجامید و بزرگ‌ترین پارک در کشور ارمنستان خواهد بود. امیل سارداریان، رئیس فدراسیون 	اسکیت‌بردینگ ارمنستان اظهار داشت که این پارک به ارمنستان اجازه می‌دهد تا اسکیت‌بردینگ رقابتی را توسعه دهد و همچنین میزبان مسابقات ملی و بین‌المللی باشد. در همین حال شیراز خاچاطریان، نایب رئیس فدراسیون اسکیت‌بردینگ ارمنستان، اظهار داشت:
اکنون تعداد اسکیت‌بازان روز به روز در حال افزایش است و این ورزش رسماً المپیکی شده است.